# Слинько Іван Іванович
Іва́н Слинько́ (12 (25) листопада 1902, Васильківка — 27 листопада 1994, Київ) — український історик, дослідник історії селянства України та історії німецько-радянської війни, доктор історичних наук (з 16 травня 1969 року).

## Біографія
Народився 12 (25 листопада) 1902 року в селі Васильківці (нині селище міського типу Дніпропетровської області). Українець. З 14 років працював в сільському господарстві, на залізниці, в шахті. У 1923–1926 роках проходив строкову службу в Червоній армії. Член ВКП(б) з 1926 року. У 1928–1930 роках навчався у вечірній радянській партійній школі, у 1930–1934 роках — у Дніпропетровському металургійному інституті (останні два роки навчався без відриву від виробництва). Працював техніком, інженером заводу імені Петровського. З 1938 року — на партійно-пропагандистській роботі. Учасник німецько-радянської війни, брав участь у відвоюванні України, визволенню Польщі, Чехословаччини.
У 1943–1946 роках — завідувач сектора Управління пропаганди і агітації ЦК КП(б)У. У 1946–1950 роках — старший науковий співробітник, завідувач воєнно-партизанського відділу, голова Комісії з історії Великої Вітчизняної війни при АН УРСР. У 1948 році захистив кандидатську дисертацію на тему: «З'єднання партизанських загонів Сумської області під командуванням С. А. Ковпака (перший рік боротьби)». У 1950–1952 роках — завідувач воєнно-історичного відділу, у 1952–1960 роках — старший науковий співробітник відділу історії радянського суспільства, у 1960–1974 роках — старший науковий співробітник відділу історії соціалістичного і комуністичного будівництва Інституту історії АН УРСР. У 1968 році захистив докторську дисертацію на тему: «Перемога колгоспного ладу на Україні (1927—1932 рр.)».
З 1974 року — персональний пенсіонер. Жив в Києві за адресою: Бехтеревський провулок, 13-а, квартира 4. Помер в Києві 27 листопада 1994 року.

## Наукова діяльність
Досліджував питання історії Другої світової війни і колгоспного будівництва в Україні. Серед праць:
- Підпілля і партизанський рух на Україні на завершальному етапі визволення. 1944 р. — Київ, 1970;
- Соціалістична перебудова і технічна реконструкція сільського господарства Україні (1927—1932 рр.). — Київ, 1961;
- Народна боротьба на Україні в роки Великої Вітчизняної війни. — Київ, 1957 (у співавторстві);
- Украинская ССР в Великой Отечественной войне Советского Союза (1941—1945 гг.): У 3-х томах. — Київ, 1967—1969 (у співавторстві).

## Відзнаки
Лауреат Державної премії УРСР в галузі науки і техніки (1970; за тритомну працю «Українська РСР у Великій Вітчизняній війні РадянськогоСоюзу /1941-1945 рр ./»). Нагороджений орденом Червоної Зірки, медалями.